# Timbaland Presents Shock Value II
Timbaland Presents Shock Value II (sau simplu Shock Value II) este al treilea album de studio solo al lui Timbaland și continuarea albumului Timbaland Presents Shock Value II, lansat în 2007. 
Inițial, data de lansare era stabilită ca fiind 4 noiembrie 2008, dar pentru a nu se suprapune cu alegerile, lansarea a fost anulată; a fost lansat în 2009.